# Francis Malbone
Francis Malbone (Newport, 1759. március 20. – Washington, 1809. június 4.) az Amerikai Egyesült Államok szenátora (Rhode Island, 1809).